# Ucigașii (povestire)
„Ucigașii” (în engleză The Killers) este o povestire din 1927 a scriitorului american Ernest Hemingway.